# Fernando de Miguel Rodríguez
Fernando de Miguel Rodríguez, nacido en Ciego de Ávila, Cuba el 3 de agosto de 1893, fue presidente del Real Club Celta de Vigo entre 1941 y 1942. Llegó a España en 1899, con 6 años de edad. Su padre, Miguel de Miguel Alonso, fue un militar español repatriado de la guerra de Cuba y hermano del teniente de alcalde de Madrid Fulgencio de Miguel Alonso.

## Trayectoria
Fue el primer director de la revista Industrias Pesqueras, fundada el 15 de abril de 1927.
Fue presidente del Real Club Celta de Vigo entre 1941 y 1942, dejando al equipo en 5.ª posición.
Fue presidente de la Asociación Patronal de Transformadores Metalúrgicos y Director Comercial de Hijos de J. Barreras desde 1947 hasta su fallecimiento en 1955, por su brillante gestión en la empresa se le otorgó la Medalla al Mérito en el Trabajo.